# 膜片风毛菊
膜片风毛菊（学名：Saussurea paleata）为菊科风毛菊属的植物，是中国的特有植物。分布在中国大陆的河北、辽宁等地，生长于海拔1,700米至2,130米的地区，见于山坡，目前尚未由人工引种栽培。